# Möriken-Wildegg
Möriken-Wildegg (bis 1951 offiziell Möriken genannt;  schweizerdeutsch: ˈmørkχə ˌʋɪldˈɛk) ist eine Einwohnergemeinde im Schweizer Kanton Aargau. Sie gehört zum Bezirk Lenzburg und liegt im Zentrum des Kantons, an der Mündung des Aabachs und der Bünz in die Aare.

## Geographie
Die Gemeinde besteht aus den beiden Ortsteilen Wildegg (359 m ü. M.) und Möriken (387 m ü. M.), die etwas mehr als einen Kilometer voneinander entfernt sind. Während Wildegg bei der Mündung des Aabachs in die Aare liegt, befindet sich Möriken etwas weiter oberhalb im Bünztal auf einer Schotterterrasse am Fuss des bis zu 647 Meter hohen Chestenbergs, einem Ausläufer des Kettenjuras. Das Gelände steigt über der Ebene, auf der das Dorf Möriken liegt, steil bis zu einem in Ost-West-Richtung verlaufenden schmalen Grat an. Die Ausläufer des Grats erstrecken sich nach Südwesten zum Schloss Wildegg und gegen Osten zum Schloss Brunegg.
Die Bünz fliesst in einer kleinen Senke unterhalb von Möriken nach Nordwesten, wobei dieser Flussabschnitt als einer der wenigen nicht begradigt worden ist. Bei einem grossen Hochwasser im Mai 1999 schwemmte die Bünz rund vier Hektaren Kulturland ab, innerhalb weniger Stunden entstand eine Flussaue mit Kies- und Schotterflächen, Steilufern und Inseln. Kanton, Gemeinden und Landeigentümer beschlossen daraufhin, das neue Auengebiet zu erhalten. Im Zentrum von Wildegg mündet die Bünz in den von Lenzburg her kommenden Aabach, welcher dort die Eisenbahnstrecke von Brugg nach Aarau unterquert und dann von rechts in die Aare mündet. Die Aare ändert hier ihre Fliessrichtung von Osten nach Norden.
Die Fläche des Gemeindegebiets beträgt 661 Hektaren, davon sind 234 Hektaren bewaldet und 172 Hektaren überbaut. Der höchste Punkt befindet sich auf 647 Metern auf dem Grat des Chestenbergs, der tiefste auf 350 Metern an der Aare. Nachbargemeinden sind Veltheim und Holderbank im Nordwesten, Lupfig und Birr im Norden, Brunegg im Nordosten, Othmarsingen im Südosten, Lenzburg und Niederlenz im Süden, Rupperswil im Südwesten sowie Auenstein im Westen.

## Geschichte

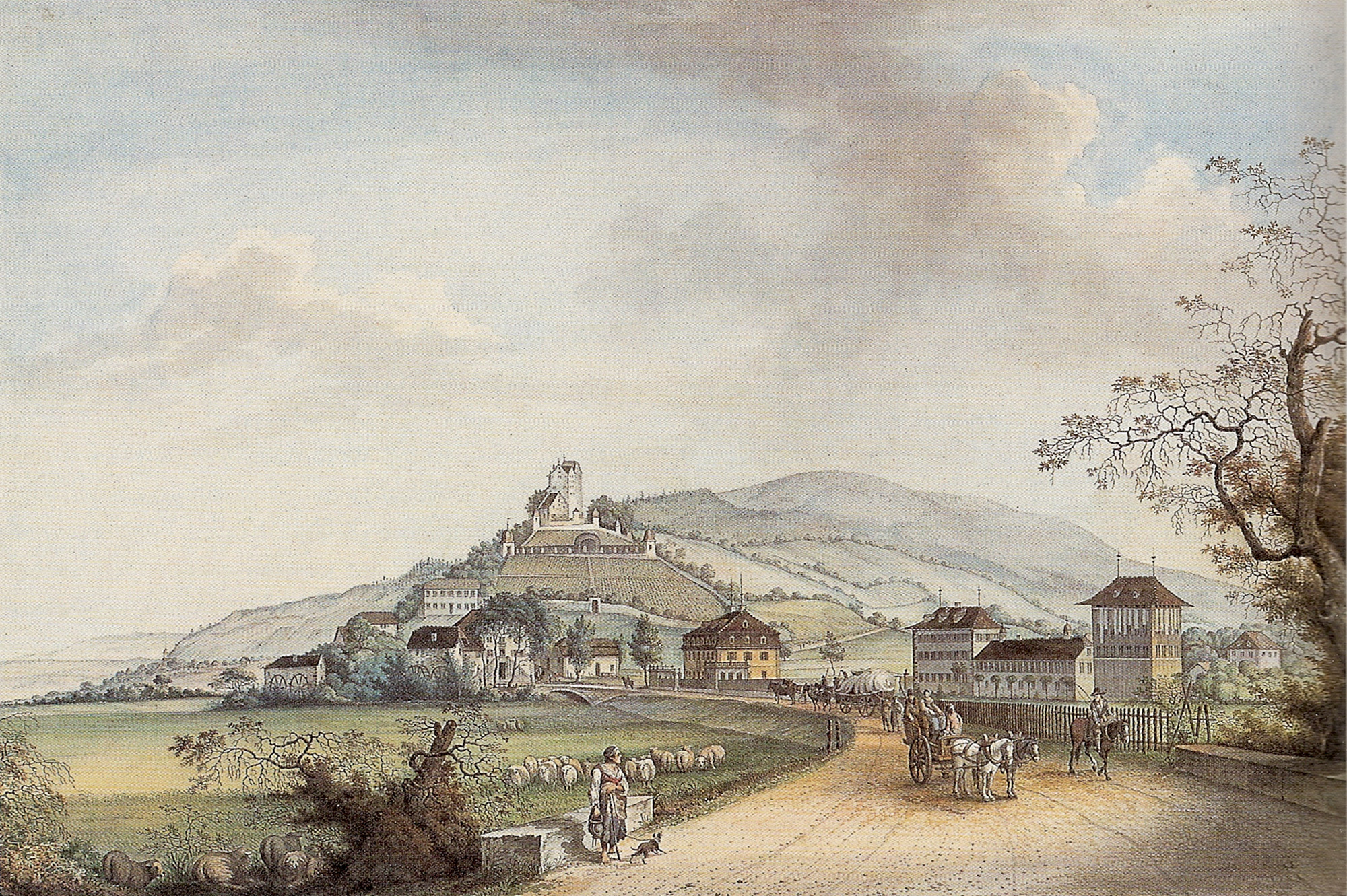
Ansicht von Wildegg, rechts die Indiennefabrik Laué (1800)

Luftansicht Möriken (1962)

Auf dem Grat des Chestenbergs bestand in der späten Bronzezeit eine kleine Dorfsiedlung. Nachgewiesen sind Blockbauten und Spuren einer Bronzegiesserwerkstatt. Ein Team der Kantonsarchäologie Aargau grub 2004 am Römerweg einen römischen Gutshof aus.
Das Dorf Möriken geht auf eine alamannische Gründung zurück. Im Jahr 1292 wurde es als Mörinkon erstmals urkundlich erwähnt. Einen indirekten Hinweis auf die Ortschaft enthält eine Urkunde von 1283, die Ulricus de Moerinchon als Zeugen aufführt. Der Ortsname lautete im Althochdeutschen Moringhofun, was «bei den Höfen der Sippe des Mor» bedeutet. Gegen Ende des 12. Jahrhunderts liessen die Grafen von Habsburg auf der Felsrippe über dem Engpass auf der rechten Seite der Aare die Burg Wildegg errichten, das genaue Baudatum ist nicht bekannt. Der Name Wildecken ist erstmals 1242 überliefert, geht auf das althochdeutsche «(ze demo) wildun ekko» zurück und bedeutet «beim abschüssigen Berghang».
Kirchlich war Möriken Teil der Pfarrei Staufberg auf dem gleichnamigen Hügel. 1415 eroberten die Eidgenossen den Aargau. Möriken gehörte nun zum Untertanengebiet der Stadt Bern, dem so genannten Berner Aargau. 1528 führten die Berner die Reformation ein. Das Dorf bildete zwar bereits im 15. Jahrhundert einen eigenen Gerichtsbezirk im Amt Lenzburg, blieb aber stets von den Wildegger Schlossherren wirtschaftlich abhängig. Diese besassen den grössten Teil des Waldes, eine Domäne mit über 100 Hektaren Wirtschaftsland, Rebberge am Berghang und eine Mühle am Talausgang. Um diese Mühle entwickelte sich später das Dorf Wildegg. Ab 1483 herrschte elf Generationen lang die aus Brugg stammende Familie Effinger auf der Wildegg.
Beim Franzoseneinfall im März 1798 entmachteten die Franzosen die «Gnädigen Herren» von Bern, beendeten das Ancien Régime in der Eidgenossenschaft und errichteten die Helvetische Republik, die 1803 aufgelöst wurde. Möriken-Wildegg gehört seither zum Kanton Aargau. Wildegg entwickelte sich im 18. und 19. Jahrhundert zu einem bedeutenden Schauplatz der industriellen Revolution in der Schweiz. Vor allem die Firma Laué & Cie. trieb die Entwicklung voran, als sie begann, Baumwolltücher farbig zu bedrucken (Indienne). 1848 begann in Wildegg die Zeit der Hutflechterei. Am 15. Mai 1858 erhielt die Gemeinde einen Anschluss an das Eisenbahnnetz der Schweiz, als die Strecke Brugg–Aarau mit einem Bahnhof in Wildegg eröffnet wurde.
1889 entstand eine Zementfabrik; Steinbrüche in den nahen Jurahügeln und die Aare lieferten die nötigen Rohstoffe (Kalkstein, Tonmergel, Wasser). Am 1. Oktober 1895 erreichte die Seetalbahn von Lenzburg her den Bahnhof Wildegg (am 2. Juni 1984 stillgelegt und durch eine Busverbindung ersetzt). Im 20. Jahrhundert siedelten sich weitere Industrien an, unter anderem ein Kupferdraht-Isolierwerk und eine Hartweizenmühle. Historisch wertvolle Teile der alten Fabrikanlagen stehen unter Denkmalschutz. An die Technikgeschichte von Wildegg erinnern mehrere Stationen des Lehrpfads Industriekultur am Aabach. Im Gegensatz zu Wildegg blieb in Möriken der bäuerliche Charakter lange Zeit erhalten. Der Ortsteil entwickelte sich in den letzten Jahrzehnten zu einer bevorzugten Wohnsiedlung.

## Sehenswürdigkeiten

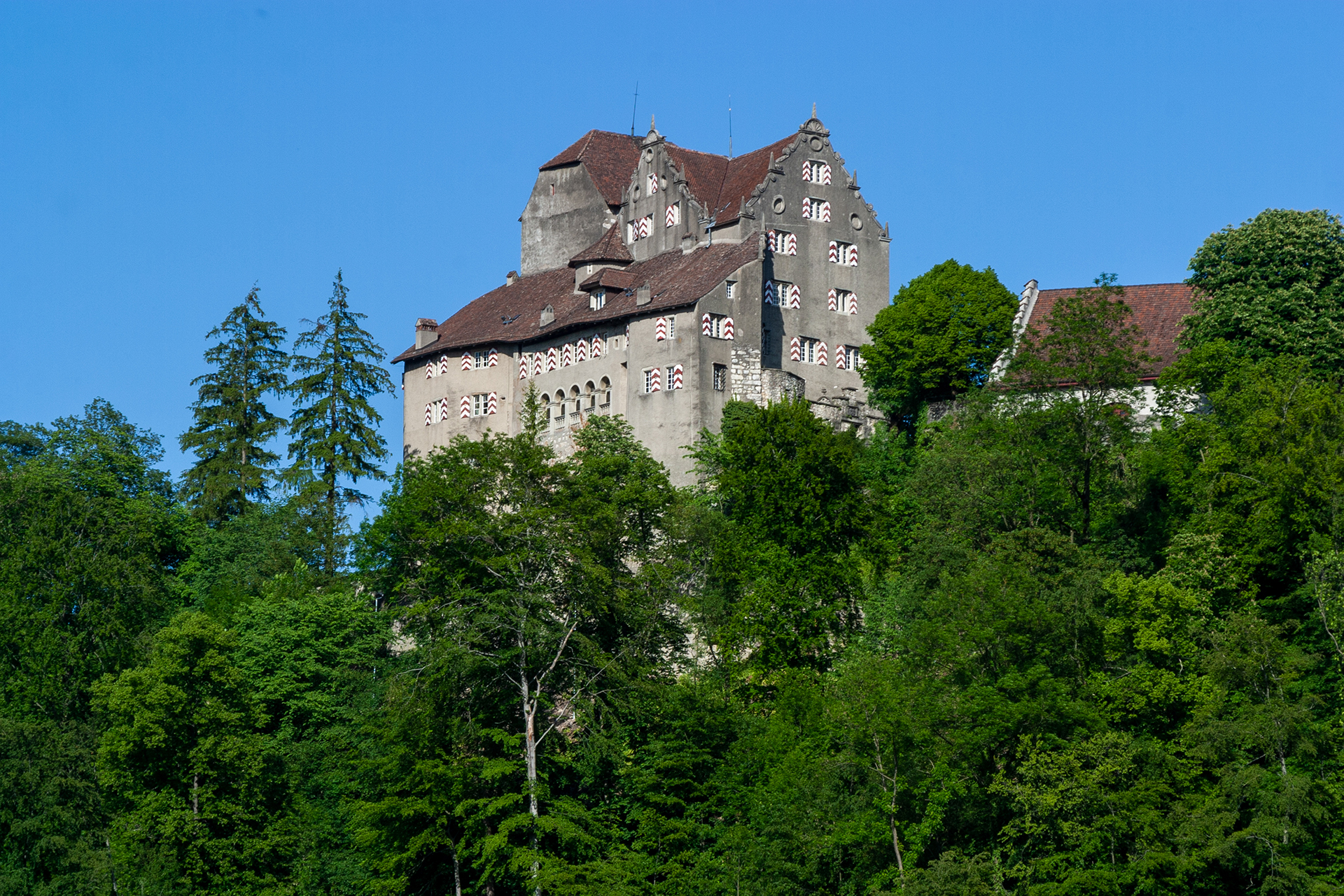
Schloss Wildegg vor der Renovation von 2011

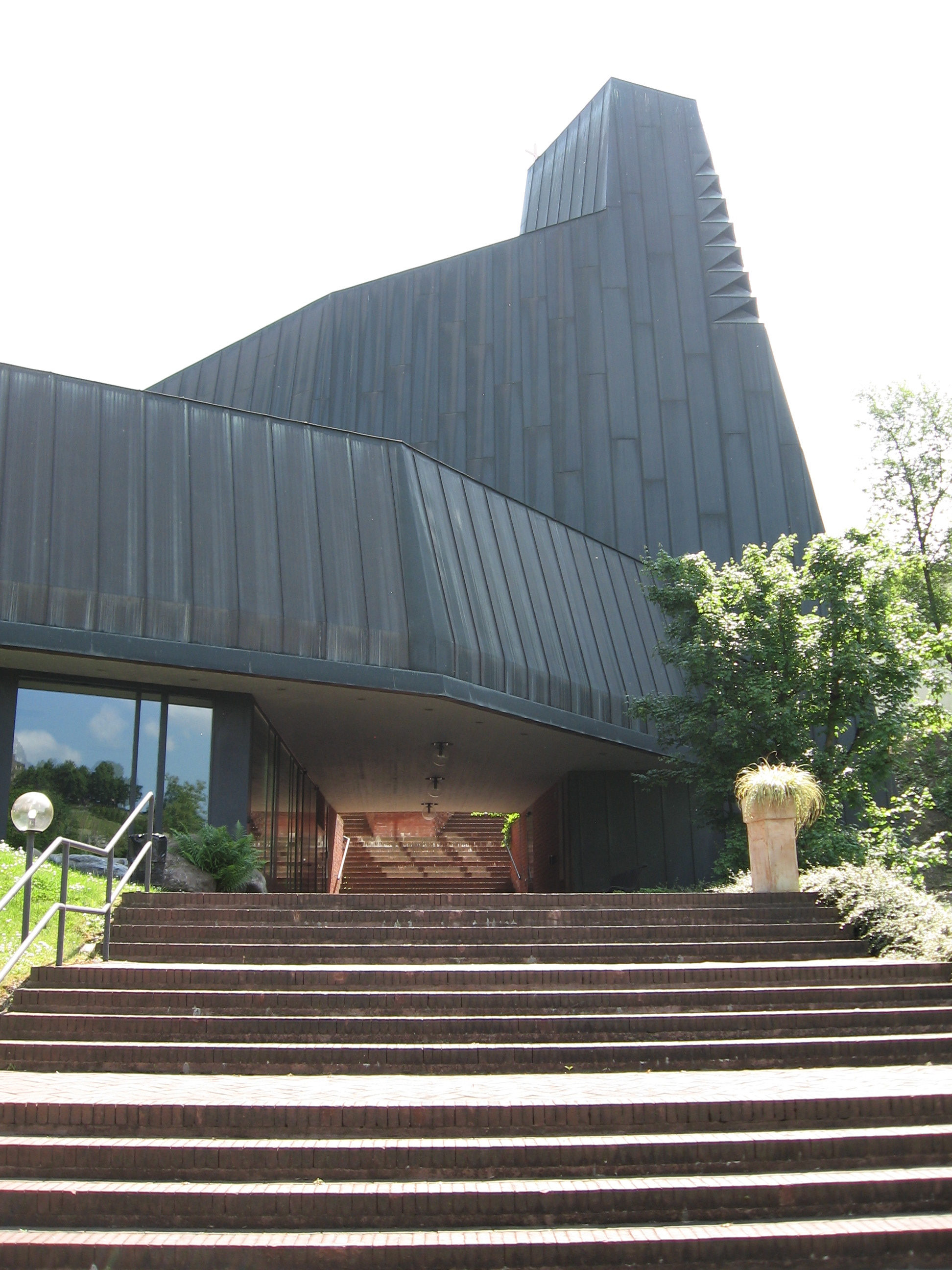
Pfarrkirche St. Antonius

Das Schloss Wildegg, auf einem felsigen Ausläufer des Chestenbergs gelegen, besteht im Kern aus einer gut erhaltenen Burg aus dem 12. Jahrhundert mit Bergfried und Palas. Im 17. Jahrhundert wurde die Burg vergrössert und in ein barockes Wohnschloss umgebaut. Schlossbesitzerin Julie von Effinger starb 1912 ohne Nachkommen. Sie vermachte das Schloss mit der gesamten Ausstattung und die dazugehörende Domäne der Eidgenossenschaft, die das ganze Gut dem Schweizerischen Landesmuseum zur Verwaltung übergab. Seit 2011 gehört die Schlossdomäne einer durch den Kanton Aargau errichteten Stiftung und wird vom Museum Aargau verwaltet.
Die dem Heiligen Antonius geweihte, wohl um 1200 erstellte Pfarrkirche auf einem erhöhten Landsporn nahe der Bünz wurde 1428 erstmals erwähnt, 1949 abgebrochen und an derselben Stelle durch einen grösseren Neubau ersetzt (die heutige Reformierte Kirche Möriken). 1966/69 erbaute der Architekt Justus Dahinden am linksseitigen Bünzufer in Wildegg die neue katholische Antoniuskirche.
Der Villenbezirk in Wildegg entstand zu Beginn des Zeitalters der Industrialisierung, als die Fabrikbesitzer repräsentative Wohngebäude im klassizistischen und neugotischen Stil errichten liessen. Dazu zählen das Haus Dolder (1785 für Johann Rudolf Dolder erbaut), das Lauégut (1790), das Amslergut (1800) und das Haus Isler (1825). Gegenüber dem Gasthof Bären befindet sich ein kleiner Kurgarten, welcher 1977 eingeweiht wurde. Zentrum der Anlage ist der 1832 gebohrte, 117 Meter tiefe, begehbare Jodbrunnen. Bis zu Beginn der 1960er Jahre wurden hier täglich 40 bis 60 Liter Iodwasser abgefüllt und als gesundheitsförderndes Naturwasser verkauft. Der Kamin des Zementwerks Wildegg ist mit 125 Meter Höhe einer der höchsten in der Schweiz.

## Wappen
Die Blasonierung des Gemeindewappens lautet: «In Gelb Mohrenkopf mit roten Lippen und Ohrringen über schwebendem rotem Sechsberg.» Der Mohr, eine volkstümliche Deutung des Namens Möriken, erschien erstmals 1592 auf einem Grenzstein. Als Wildegg immer mehr an Bedeutung gewann, kam der Wunsch auf, diese Ortschaft im Wappen mitzuberücksichtigen. Dies geschah im Juni 2002, als der rote Sechsberg der Familie Effinger als Symbol Wildeggs eingefügt wurde.

Wappen von Möriken-Wildegg bis 2002
Wappen von Familie Effinger

## Bevölkerung
Die Einwohnerzahlen entwickelten sich wie folgt:
| Jahr      | 1764 | 1850 | 1900 | 1930 | 1950 | 1960 | 1970 | 1980 | 1990 | 2000 | 2010 | 2020 |
| Einwohner | 426  | 821  | 1161 | 1750 | 2134 | 2399 | 2867 | 2858 | 3406 | 3413 | 4012 | 4561 |

Am 31. Dezember 2023 lebten 4888 Menschen in Möriken-Wildegg, der Ausländeranteil betrug 24,2 %. Bei der Volkszählung 2015 bezeichneten sich 39,6 % als reformiert und 24,6 % als römisch-katholisch; 35,8 % waren konfessionslos oder gehörten anderen Glaubensrichtungen an. 90,6 % gaben bei der Volkszählung 2000 Deutsch als ihre Hauptsprache an, 2,8 % Italienisch, 1,7 % Serbokroatisch, 0,8 % Türkisch, 0,7 % Albanisch und 0,6 % Französisch.

## Politik und Recht
Die Versammlung der Stimmberechtigten, die Gemeindeversammlung, übt die Legislativgewalt aus. Ausführende Behörde ist der fünfköpfige Gemeinderat. Er wird im Majorzverfahren vom Volk gewählt, seine Amtsdauer beträgt vier Jahre. Der Gemeinderat führt und repräsentiert die Gemeinde. Dazu vollzieht er die Beschlüsse der Gemeindeversammlung und die Aufgaben, die ihm vom Kanton zugeteilt wurden. Für Rechtsstreitigkeiten ist in erster Instanz das Bezirksgericht Lenzburg zuständig. Möriken-Wildegg gehört zum Friedensrichterkreis XI (Lenzburg).

## Wirtschaft
In Möriken-Wildegg gibt es gemäss der im Jahr 2015 erhobenen Statistik der Unternehmensstruktur (STATENT) rund 1600 Arbeitsplätze, davon 2 % in der Landwirtschaft, 30 % in der Industrie und 68 % im Dienstleistungsbereich. Die wirtschaftlichen Tätigkeiten und die Industrie konzentrieren sich auf den Ortsteil Wildegg. Die wichtigsten Unternehmen sind die 1920 gegründeten Kupferdraht-Isolierwerke und die Jura-Cement-Werke. Von 1985 bis 2022 hat die Jowa eine Hartweizen-Mühle im Ortsteil Wildegg betrieben. Die einzige Mälzerei in der Schweiz steht in Möriken-Wildegg. Der Ortsteil Möriken ist vor allem ein Wohngebiet, hat aber auch mehrere Dienstleistungsbetriebe. Die meisten Erwerbstätigen sind Wegpendler und arbeiten in der näheren Umgebung, beispielsweise in Lenzburg, Brugg und Aarau.

## Verkehr
Wildegg liegt am Kreuzungspunkt der Hauptstrasse 5 zwischen Aarau und Brugg und der Hauptstrasse 26 durch das Seetal. Die autobahnähnliche Schnellstrasse T5 führt zum Anschluss Aarau-Ost der Autobahn A1 bei Hunzenschwil und weiter nach Aarau. Weitere Autobahnanschlüsse befinden sich bei Mägenwil und Lenzburg.

### Regionalverkehr
Der Bahnhof Wildegg liegt an der Haupteisenbahnlinie Olten–Aarau–Brugg–Zürich und hat einen Regionalen Anschluss nach Olten sowie Baden. Am Wochenende verkehrt ein Nachtzug nach Winterthur sowie Aarau
- 12 Olten – Brugg AG – Wettingen (– Zürich HB) (verkehrt stündlich)
- S 29 Sursee – Zofingen – Olten – Aarau – Wildegg – Brugg – Turgi  (verkehrt halbstündlich)
- SN1 Aarau – Wildegg – Brugg – Dietikon – Zürich HB – Stettbach – Winterthur

### Nahverkehr
Zwischen den Bahnhöfen Wildegg und Lenzburg verkehren zwei Buslinien der Gesellschaft Regionalbus Lenzburg. Eine weitere Buslinie führt von Lenzburg über Möriken nach Brunegg. An Wochenenden verkehrt ein Nachtbus von Lenzburg über Möriken und Mägenwil nach Othmarsingen sowie Sarmenstorf
- 380 Lenzburg Hypiplatz – Niederlenz – Möriken-Wildegg
- 382 Lenzburg Hypiplatz – Niederlenz – Möriken-Wildegg – Brunegg – Mägenwil
- N82 Othmarsingen – Lenzburg Hypiplatz – Möriken-Wildegg
- N90 Möriken-Wildegg – Niederlenz – Lenzburg Bahnhof – Staufen – Schafisheim – Seon – Egliswil – Seengen – Boniswil – Tennwil – Meisterschwanden – Fahrwangen –  Sarmenstorf

## Bildung
Die Gemeinde verfügt über vier Kindergärten und zwei Schulzentren, in denen sämtliche Schulstufen der obligatorischen Volksschule unterrichtet werden (Primarschule, Realschule, Sekundarschule, Bezirksschule). Die nächstgelegenen Gymnasien sind die Alte Kantonsschule und die Neue Kantonsschule, beide in Aarau.

## Kultur
Weit über die Gemeindegrenzen hinaus bekannt ist die Operettentradition. Seit 1891 gibt es Theatervorführungen und seit 1925 Musiktheater. Der Bau eines neuen Gemeindesaals 1959 bot professionelle Rahmenbedingungen und legte den Grundstein für den nachhaltigen, bis heute andauernden Erfolg. Pro Saison gibt es jeweils 30 Aufführungen mit zusammen 20'000 Besuchern. Als Besonderheit der Operette Möriken-Wildegg hat sich die Pflege eines wenig bekannten Repertoires erwiesen. So fand 2001 mit Jacques Offenbachs Werk Die Tochter des Tambour-Majors sogar eine schweizerische Erstaufführung statt. Einer der vielen Vereine ist auch die Musikgesellschaft Möriken-Wildegg, die mit einer angegliederten Majorettengruppe (eine der wenigen in der Schweiz) auftritt.

## Persönlichkeiten
In Möriken-Wildegg wurden geboren:
- Julius Joseph Bryner (1849–1920 in Wladiwostok), Grossvater des Schauspielers Yul Brynner[25]
- Ludwig Albrecht Effinger von Wildegg (1773–1853), Politiker und Oberst
- Rudolf Emanuel Effinger von Wildegg (1771–1847), Politiker, Offizier und Agronom
- Alfred Oehler (1883–1974), Unternehmer, Industriepionier und «Seilbahnoberst»
- Hans Oehler (1888–1967), Publizist und Verleger
- Rudolf Rey (1814–1897), Lithograph und Zeichner
- Friedrich Schmid (1812–1863), Jurist und Politiker
- Roland Schmid (* 1955), Kameramann
- Oliver Schnyder (* 1973), Konzertpianist
- Walter Zschokke (1948–2009), Architekt und Architekturkritiker

Weitere Personen mit Bezug zur Gemeinde:
- Yul Brynner (1920–1985), amerikanischer Schauspieler; war weltberühmter Bürger von Möriken-Wildegg. Seine Mutter war Russin, sein Vater Schweizer Konsul in Russland und stammte ursprünglich aus Möriken. Brynner besuchte 1967 erstmals seine Heimatgemeinde und tätigte eine grosszügige Spende für das gemeindeeigene Ferienhaus auf der Bettmeralp.[25]
- Ernst Brugger (1914–1998), Bundesrat, besass das Bürgerrecht von Möriken-Wildegg
- Paul Karrer (1889–1971), Schweizer Chemiker und Nobelpreisträger, verbrachte seine Jugendjahre in Wildegg
- Jack Säuberli (* 1947), Komponist, Bürger von Möriken-Wildegg, verbrachte seine Kindheit und Jugendjahre in Möriken
- Walther Siegfried (1858–1947), Dichter und Schriftsteller, lebte von 1906 bis 1913 in Wildegg
- Milena Moser (* 1963), Schriftstellerin
- Ruth Ramstein (* 1950), Trägerin des Prix Courage